# Pertinax
Publio Helvio Pertinax (en latín, Publius Helvius Pertinax; Alba, 1 de agosto de 126-Roma, 28 de marzo de 193) fue emperador romano durante el breve período comprendido entre el asesinato del emperador Cómodo, cometido el 31 de diciembre de 192, y la muerte del propio Pertinax, asesinado el 28 de marzo de 193. Se conoce poco de su reinado, que duró solo 87 días. Tras su muerte, se convirtió en el primer emperador del tumultuoso año de los cinco emperadores y fue sucedido por Didio Juliano, cuyo reinado fue igualmente corto.

## Biografía

### Primeros años
La Historia Augusta documenta su vida antes de convertirse en emperador; los textos relativos a Pertinax existentes en dicha obra han sido confirmados por una serie de inscripciones halladas en diversos lugares.
Nació en Alba el 1 de agosto de 126; se desconoce cuál era la identidad de su madre, pero se sabe que su padre, llamado Helvio Suceso, era un liberto. En su juventud sirvió como grammaticus (profesor de gramática). Sin embargo, fue nombrado oficial de una cohorte gracias a la influencia de su patrón. Desempeñó un destacado papel durante las campañas párticas de Lucio Vero. Posteriormente sirvió como tribuno militar adjunto a la Legio VI Victrix en la provincia de Britania, en la frontera del Danubio y como procurator en Dacia.

## Carrera pública
Obtuvo el acceso al Senado en el año 170 o 171 mediante una adlectio inter tribunicios o aedilicios. Durante el reinado del emperador Marco Aurelio fue víctima de una serie de intrigas cortesanas que dañaron su imagen pública y a ojos del emperador, aunque se sabe que a petición de Tiberio Claudio Pompeyano, asistió a dicho general durante las guerras marcomanas. En 175 fue recompensado por sus servicios con un consulado suffectus. Su fulgurante carrera puso un vasto territorio bajo su control que comprendía en el año 185 los gobiernos de las provincias de Mesia Superior y Mesia Inferior, Dacia, Siria y finalmente Britania.
En la década de 180, participó activamente en las decisiones que tomaba el Senado, pero el prefecto del pretorio Tigidio Perenio lo expulsó de la vida pública. Tres años después fue llamado a servir en Britania, cuyo ejército se encontraba en ese momento en estado de rebeldía. Pertinax trató de calmar a los insurrectos, pero una legión amotinada atacó a sus guardaespaldas y dio a Pertinax por muerto. Cuando este se recuperó, ordenó capturar cruelmente a sus agresores, ganándose de este modo una reputación de severo. En el año 187 se vio obligado a dimitir, pues las legiones lo odiaban a consecuencia de su opresivo gobierno.
Sirvió como procónsul de África entre los años 188 y 189. Cuando expiró su tiempo en el cargo fue nombrado prefecto de Roma y designado para un consulado ordinario con el emperador como colega en 192.
Contrajo matrimonio con Flavia Ticiana, quien le dio dos hijos, un niño llamado Publio Helvio Pertinax y una hija no identificada.

### Emperador

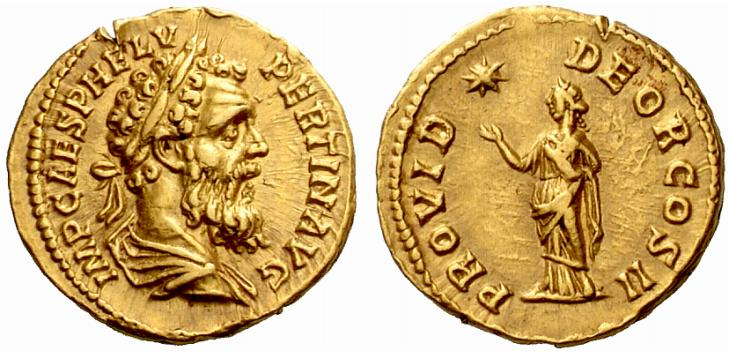
Áureo romano emitido durante el reinado de Pertinax.

Cuando el comportamiento de Cómodo degeneró de manera gradual durante la primera mitad de la década de 190, se instigó una conspiración dirigida por el prefecto del pretorio Quinto Emilio Leto, la amante de Cómodo, Marcia, y su chambelán Ecleto, para asesinarle, en la que se cree que Pertinax estuvo implicado. La conspiración tuvo éxito y el emperador fue asesinado el 31 de diciembre de 192.
Después de que el asesinato se llevara a cabo, Pertinax, que estaba sirviendo como praefectus urbi, se apresuró en presentarse en los Castra Praetoria, siendo proclamado emperador al día siguiente. Su breve reinado, que duró sólo 86 días, no fue fácil. Pertinax trató de emular la moderación de Marco Aurelio, e hizo un esfuerzo por reformar el alimenta; no obstante, tuvo que hacer frente a la oposición de muchos sectores. Los historiadores antiguos registran cómo la Guardia Pretoriana, que esperaba hacerse con un generoso donativum cuando Pertinax fuera proclamado emperador, se vio decepcionada, agitándose hasta obligar al emperador a conseguir dinero a través de la venta de los bienes de Cómodo, incluyendo sus concubinas.
A principios de marzo tuvo que hacer frente a una conspiración que trataba de reemplazarle por el cónsul Quinto Pompeyo Sosio Falcón mientras inspeccionaba el suministro de grano en Ostia. Cuando los conspiradores fueron descubiertos se les ejecutó a todos menos al propio Falcón, que fue perdonado.
El 28 de marzo de 193 Pertinax se dirigía a su palacio cuando un contingente formado por trescientos pretorianos se apresuró hacia las puertas. Antiguas fuentes sugieren que su hostilidad al emperador se debía a que habían recibido sólo la mitad de la recompensa prometida. Ni los guardias ni los oficiales de palacio se opusieron a esta pequeña fuerza. Pertinax optó por enviar a Leto a fin de calmarlos, pero este escogió unirse a los insurgentes abandonando a su suerte al emperador.
Aunque se le había aconsejado que huyera, Pertinax decidió razonar con ellos, y cuando casi había conseguido tener éxito en su propósito fue golpeado por uno de los soldados. Siendo consciente del peligro al que se enfrentaba al haber asumido la púrpura, rechazó emplear los títulos imperiales o delegarlos en su esposa e hijos a fin de protegerlos de las consecuencias derivadas de su propio asesinato.

### Consecuencias del asesinato
Los pretorianos subastaron la posición imperial vacante. El senador Didio Juliano ganó y se convirtió en el nuevo emperador. Este hecho derivó en una breve guerra civil en la que finalmente consiguió imponerse Septimio Severo.
Tras su entrada en Roma, Septimio Severo reconoció a Pertinax como legítimo emperador, ejecutó a los soldados que lo habían asesinado, y presionó al Senado a fin de deificarle y proveerle de un funeral de Estado. Incluso por algún tiempo se celebraron juegos en el aniversario de su ascenso al trono y de su nacimiento.